# Протести у Монголії (2022)
Протести в Монголії почалися 3 грудня 2022 через корупційний скандал. Учасники акції, що зібралися в центрі Улан-Батора, вимагали покарати людей, які вкрали відправлене на експорт до Китаю вугілля на 12 мільярдів доларів, і пішли на штурм Палацу Уряду. Силовикам вдалося відбити перший тиск, але демонстранти відмовилися розходитися. Пізніше протестувальники були розігнані.

## Передісторія
Місцеві ЗМІ повідомили, що причиною громадянського невдоволення стала причетність багатьох політиків до розкрадання експортного вугілля. За неофіційними даними, із Монголії викрадено близько 6,5 мільйонів тонн вугілля. Також наголошується, що в Китаї стратили причетних до крадіжки вугілля з Монголії та надіслали список із іменами монгольських чиновників, причетних до цієї справи. Протестувальники вимагали назвати їхні імена. Міністр юстиції та внутрішніх справ Монголії Хішгегійн Нямбаатар повідомив, що уряд дипломатичними каналами звернувся до пекінської влади з проханням про співпрацю з китайською прокуратурою, що розслідує справу про крадіжку вугілля.
Монголія експортує до Китаю до 86% своїх товарів, причому більше половини цього обсягу посідає вугілля. Вартість експорту вугілля з Монголії підскочила до 4,5 мільярда доларів за перші 9 місяців 2022 року.

## Протести

### 4 грудня
Протестувальники зібралися біля урядового палацу Улан-Батора 4 грудня і вимагали назвати імена чиновників, які, як стверджується, привласнили 44 трильйони монгольських тугриків, державних доходів від експорту вугілля за останні два роки. Декілька протестувальників тримали національні прапори та плакати «Досить грабувати народ», «Досить їсти, думаючи про моє майбутнє». Декілька сотень демонстрантів вирішили продовжити акцію протесту в понеділок, заявивши, що «підуть до кінця».
У третьому за величиною монгольському місті Дархані теж зажадали назвати імена викрадачів вугілля та конфіскувати їхнє майно. У неділю протестувальники пройшли маршем містом, скандуючи гасла, зокрема «Об'єднуйтесь проти злодіїв». Демонстранти вважають, що права та свободи громадян, закріплені в Конституції, дедалі більше обмежуються, а їхнє життя погіршується з кожним днем.

### 5 грудня
5 грудня протестувальники спробували увірватися до Палацу уряду в Улан-Баторі. На площі Сухе-Батора спалили різдвяні ялинки, а протестуючі ненадовго перекрили головний бульвар столиці, проспект Миру. Протестувальники також рушили у бік резиденції прем'єр-міністра, але дорогу до неї перекрила поліція.
Влада Монголії заявила, що створила робочу групу для діалогу з протестувальниками. Повідомлялося, що уряд Монголії тричі обговорив ситуацію та запровадив «особливий режим» щодо державної вугільної компанії «Ерденес Тавантолгой». Міністр економічного розвитку назвав п'ятьох колишніх директорів компанії підозрюваними у крадіжці вугілля.

### 6-8 грудня

#### 6 грудня
В Улан-Баторі відновилася акція протесту, перервана 5 грудня через розгін співробітниками поліції. За оцінками місцевих ЗМІ, у центрі міста зібралося приблизно 200 маніфестантів.

#### 7 грудня
Прем'єр-міністр Монголії Лувсаннамсрайн Оюун-Ердене зустрічається з протестувальниками, щоб спробувати заспокоїти громадський гнів щодо корупції. Він пообіцяв вирішити проблему крадіжки вугілля «раз і назавжди».
Речник парламенту Монголії Гомбожавин Занданшатар оголосив про створення робочої групи для розслідування корупції у вугільній промисловості. Постійна комісія парламенту з економіки схвалила пропозицію робочої групи щодо проведення громадських слухань, які було вирішено провести 21 грудня, та протягом 14-денного підготовчого періоду перед робочою групою було поставлено завдання організувати збір думок громадян, залучення свідків та відповідні посадові особи. Відповідному персоналу було запропоновано надавати свідчення та надавати докази правоохоронним органам, інакше вони ризикують бути притягнутими до кримінальної відповідальності за приховування злочину.

#### 8 грудня
8 грудня міністр внутрішніх справ Хішгегійн Нямбаатар оголосив про арешт кількох підозрюваних у крадіжці вугілля, у тому числі Баттулгина Гангуяга, колишнього виконавчого директора Ерденес Таван Толгой, його дружини, сестри та зятя.

### 13 грудня
Повідомляється, що кілька сотень протестувальників все ще збираються на центральній площі міста, щоб наполягати на реформах і діях уряду.
Міністр юстиції та внутрішніх справ Монголії оголосив про план оприлюднити Ерденес Таван Толгой, щоб допомогти викорінити хабарництво, заявивши, що «очікується, що це покладе край проблемам прозорості в гірничодобувному секторі та корупції державних службовців». Він додав, що наразі оприлюднені всі контракти, підписані ETT, а також розкрито дані про власників 25 тисяч вантажівок, задіяних у транспортуванні вугілля ETT. Монгольська влада також планувала призначити провідного міжнародного аудитора для перевірки фінансів ETT.

## Міжнародна реакція
5 грудня Посольство США в Монголії відреагувало на протести, закликавши громадян США уникати демонстрацій та місць масового скупчення людей.
6 грудня представниця міністерства закордонних справ Китаю Мао Нін відповіла щодо цього інциденту: «Як дружній сусід, Китай вірить, що уряд Монголії належним чином розслідує інцидент і врегулює його. Якщо Монголія звернеться з таким проханням, компетентні органи Китаю надавати необхідну допомогу відповідно до відповідних законів та статутів».

## Постраждалі
Місцеві ЗМІ пишуть, що внаслідок тисняви під час штурму постраждали четверо силовиків Палацу уряду, а також двоє протестувальників. Влада оголосила про силовий розгін демонстрації, якщо протестувальники не розійдуться до 22:00 за місцевим часом.